# Yael Willner

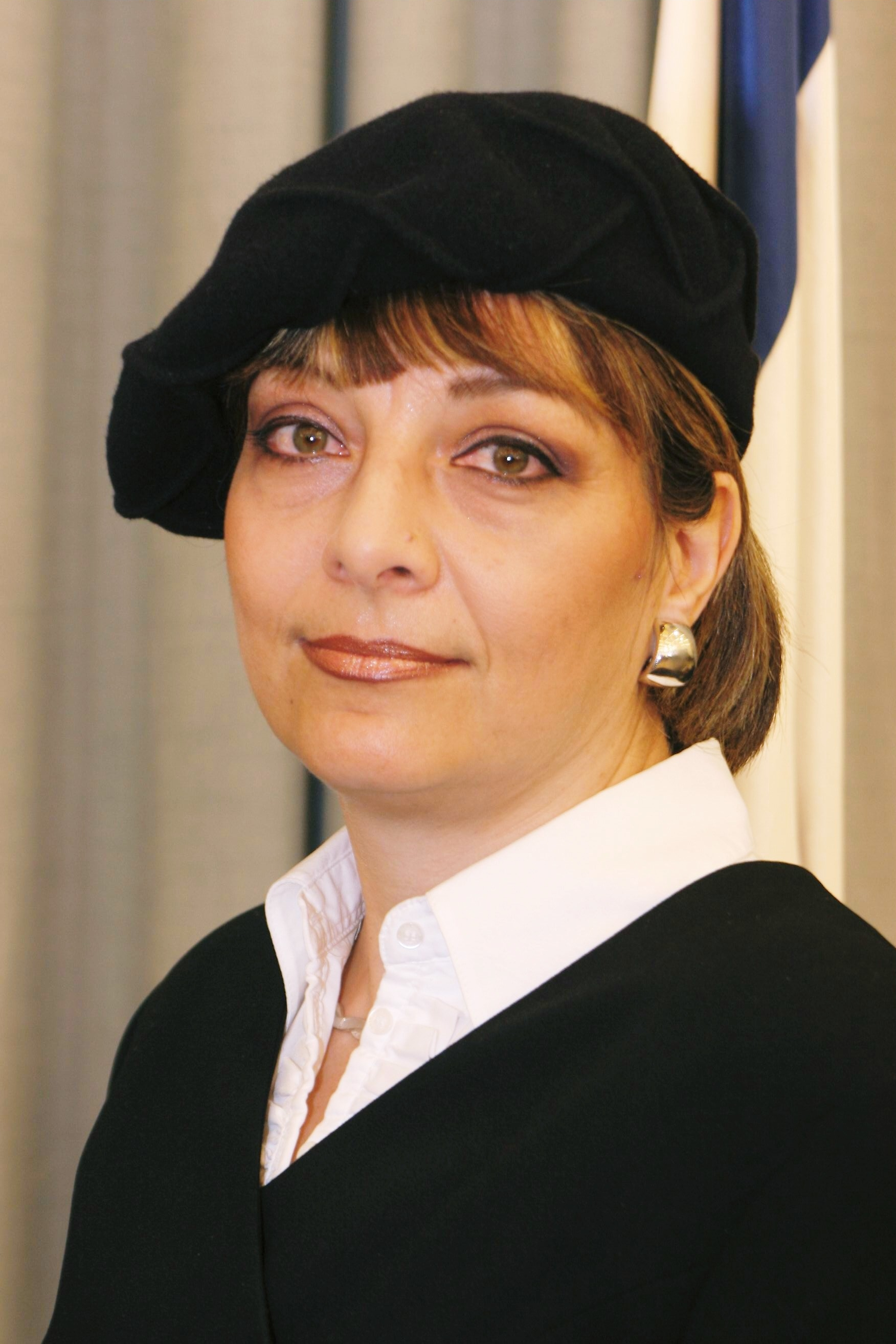
Yael Willner (2017 oder früher)

Yael Willner (hebräisch עֵל וִילְנֶר; * 22. September 1959) ist eine israelische Juristin. Seit 2017 ist sie Richterin am Bejt ha-Mischpaṭ ha-ʿEljōn, dem Obersten Gericht von Israel.

## Leben und Wirken
Nach ihrem Schulabschluss 1977 in Jerusalem leistete Willner ihren Wehrdienst in Kirjat Schmona ab. Anschließend nahm sie ein Studium der Rechtswissenschaften an der Hebräischen Universität Jerusalem auf, das sie 1982 abschloss. Bereits während ihres Studiums hatte sie als parlamentarische Assistentin an der Knesset gearbeitet und Praktika beim Obersten Richter Mosche Bejski absolviert. 1983 wurde Willner zur israelischen Anwaltschaft zugelassen und praktizierte in der Folge bis 1998 als Rechtsanwältin. 1998 trat sie als Richterin in den Dienst der israelischen Justiz ein und wurde zunächst am Amtsgericht Haifa eingesetzt. 2004 wechselte sie als zunächst temporäre Richterin an das Bezirksgericht von Haifa. 2006 erhielt sie eine feste Planstelle am Bezirksgericht von Haifa. Im Oktober 2017 wurde sie auf Vorschlag von Justizministerin Ajelet Schaked an das Oberste Gericht von Israel berufen. Sie gilt in ihrer Rechtsprechung als konservativ und dem orthodoxen Judentum verbunden.